# Clădirea fostului gimnaziu pentru fete al zemstvei basarabene
Clădirea fostului gimnaziu pentru fete al zemstvei basarabene este un monument de arhitectură și istorie de însemnătate națională, introdus în Registrul monumentelor de istorie și cultură a municipiului Chișinău la inițiativa Academiei de Științe. Este amplasat pe strada București 64 (64/2), la intersecție cu strada Pușkin. În prezent, este în administrarea Liceului „Gheorghe Asachi” din capitală.

## Istorie
Gimnaziul particular pentru fete, care avea să-și mute sediul în această clădire, a fost fondat la 8 martie 1864 de către Liubovi Alexandrovna Beliugova (n. 1829 - d. 1871). În 1871 prima școală de fete se transformă din instituție privată în instituție publică, fiind sub gestiunea Zemstvei Guberniale a Basarabiei. În martie 1880, Zemstva a achiziționat un lot de pământ viran, aflat la intersecția străzilor Gubernială și Podoliei, pentru ca la 24 mai 1881 să fie pusă piatra de temelie a gimnaziului. Construcția clădirii a durat până la 3 august 1882, autorul proiectului și a devizului fiind G.F. Lonsky, iar supravegherea fiind asigurată de arhitectul Kurkovsky. . Pe parcursul acestei perioade instituția a fost sub conducerea a 3 directoare: (1872-1885) Matilda (Faesy) Lazo - luptătoare pentru drepturile fetelor de a avea aceleași studii ca și băieții, a obținut deschiderea clasei a VIII-a cu profil pedagogic; (1885 - 1906) A. T. Lebedeva și (1906-1918) Victoria Pavlovskaia.
În perioada Primului Război Mondial (1914 - 1918), liceul a activat cu întreruperi: în anul 1915, în perioada vacanței, sediul clădirii a servit drept infirmerie militară; în perioada 1917-1918, studiile au fost întrerupte din cauza ocupării clădirii de către trupele albgardiste din districtul militar Odessa. 
Din 1918 până în 1923 clădirea a purtat numele de Liceul Comercial de Fete. Această perioadă a fost marcată de vizita reginei Maria și principesa Elisabeta care a avut loc în mai 1920. La scurt timp după eveniment, a fost solicitat oficialităților să i se acorde instituției privilegiu de a purta numele „Regina Maria”- nume care a fost pe frontispiciu în perioada 1925 - 1940 și 1941 - 1944. Director în această perioadă a fost Elena P. Botezat (1919 - 1938), absolventa Liceului nr. 1 de Fete a Zemstvei. Precedată de Ana I. Negrescu (1938 - 1940).
După sistarea activității de un an (1940 - 1941), profesorii și elevele instituției se evacuează în Craiova, România. De acest proces a fost responsabilă Elena Apostol, directoare în 1940. În toamna lui 1941, după reinstaurarea administrației românești în Basarabia, Liceul de fete „Regina Maria” a fost comasat cu Liceul „Principesa Natalia Dadiani” și redenumit „Liceul Teoretic de Fete Regina Elisabeta” (octombrie 1942-1944), directoarea fiind Elena Mohonov (1941-1944). 
Din 1944 - 1956 clădirea este redenumită Școala Medie Moldovenească nr. 1. În 1953 ea se unește cu Școala nr. 4 de băieți, devenind școală mixtă. În această perioadă la conducere au fost 4 directori: Larisa Cupcea (1944 - 1945); Ecaterina Danova (1945 ‐ 1946) ; M. Coca și I. Sulla (1946 - 1956).
În anul 1954 este redenumită după cerințele timpului în cinstea conducătorului militar Grigori Kotovski, iar din 1960. Directori: M. Luca (1956 - 1967); Arcadie Zgardan (1967 - 1970). În anul 1970 în funcția de director este numită Elizaveta Onu (1970-1991), în scurt timp după numirea în funcție, ea a reușit să obțină construcția unui nou bloc de studii (1973 - 1974).

## Descriere
Clădirea are două etaje și este amplasată la colțul cartierului, ridicată pe un plan unghiular, cu fațadele aliniate străzilor adiacente (Pușkin și București). Prin colțul teșit, orientat spre intersecția străzilor, este organizară intrarea de onoare în clădire, sub forma unui portic din două coloane ale ordinului doric, pe care se sprijină balconul etajului, lărgit lateral de loggia mai îngustă. Loggia de la etaj este mărginită de un portic din patru coloane ale ordinului ionic, proiectat pe fundalul peretelui străpuns de golurile ample în arc în plin cintru, corespunzător cancelariei.
Intrarea conduce într-un vestibul larg, de unde accesul spre cele două aripi se face prin culoare larg, luminate prin ferestrele orientate spre curte. Accesul la etaj se efectuează printr-o scară cu trei rampe. Fațadele sunt soluționate cu aceleași elemente ale decorației plastice: la parter și etaj ferestrele sunt în arc în plin cintru, paramentul parterului este în bosaje, al etajului – neted. Pe fundal se profilează detaliile în spiritul arhitecturii renașterii italiene: pilaștri între ferestre, arhivolte cu muluri, bolțarul central evidențiat, baluștri sub plita de pervaz. O intrare secundară conducea dinspre str. Pușkin, soluționată sub forma unui portic, dominat de un balcon la etaj.
La începutul secolului al XX-lea, din partea curții a fost alipită capela Sf. Nicolae, al cărei autor, se presupune, a fost M. Seroținski. Accesul are loc de pe palierul scării de acces la etaj, sub capelă aflându-se un spațiu folosit în calitate de sală sportivă de iarnă. Interioarele erau luminate prin ferestre largi, pereții decorați cu stucaturi și imaginea îngerilor la colțuri.

## Restaurare
În 2018, a fost înaintat un proiect de restaurare a edificiului, avizat pozitiv de Consiliului Național al Monumentelor Istorice la 25 mai. Șantierul urma să demareze în iunie 2018, costurile, care urmează să fie suportate de Primăria municipiului Chișinău, fiind estimate la 10 milioane de lei moldovenești.

## Galerie de imagini

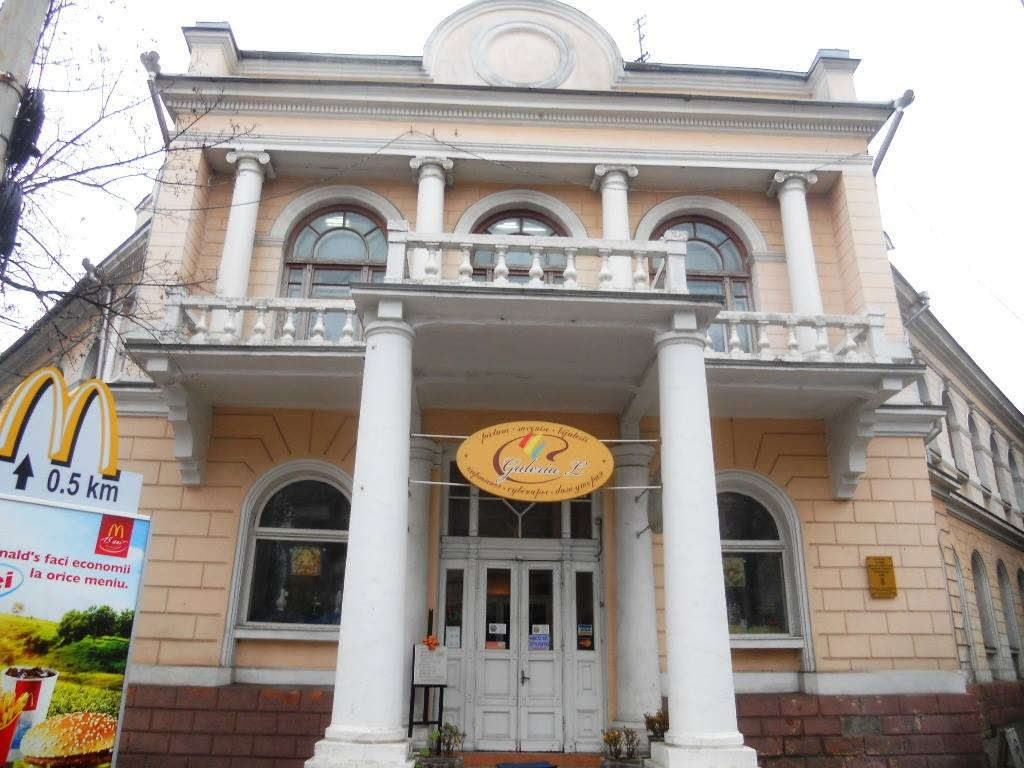
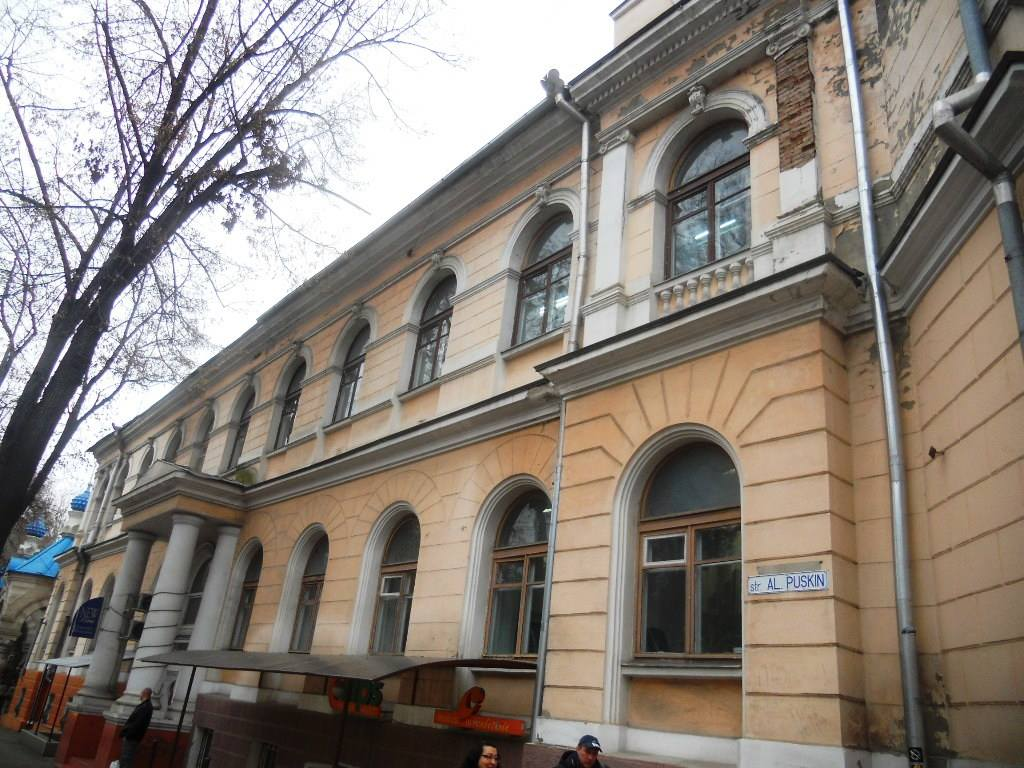
Aripa stângă (dinspre str. Pușkin)
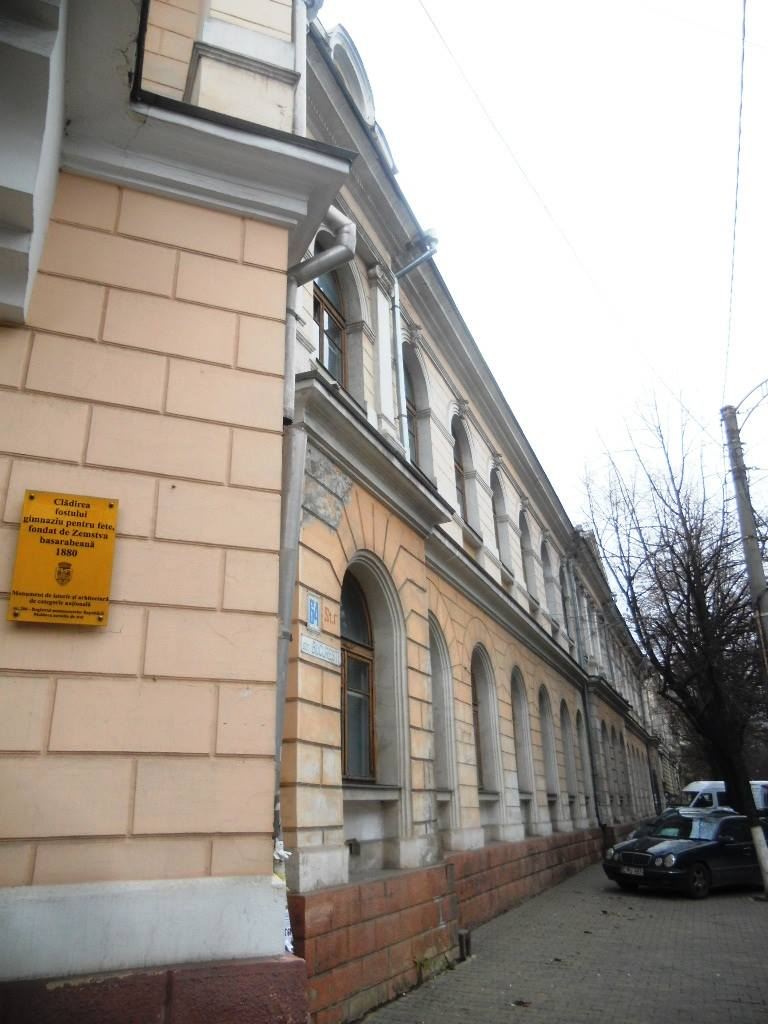
Aripa dreaptă (dinspre str. București)
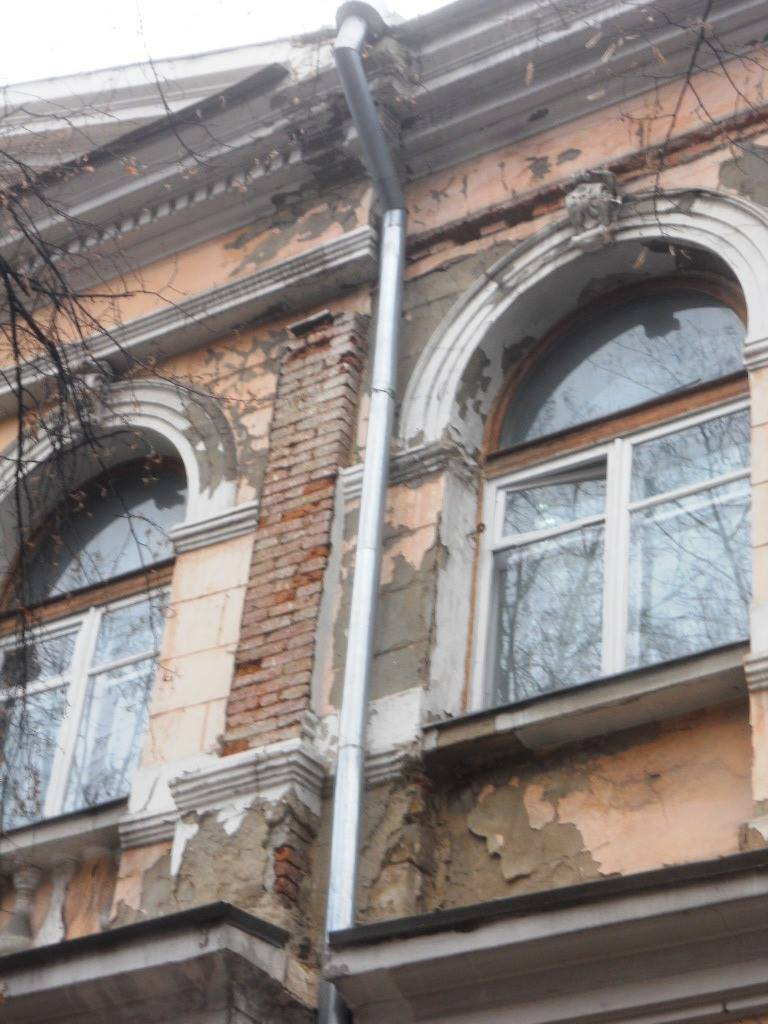
Ferestre la etajul 2
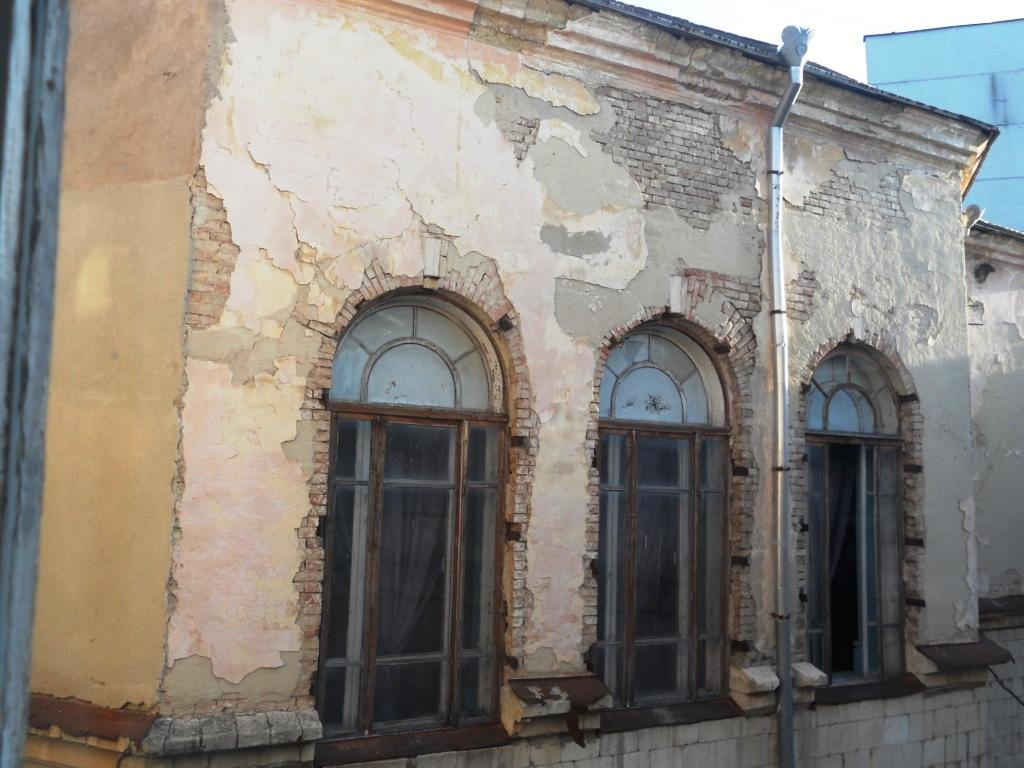
Ferestre spre curte
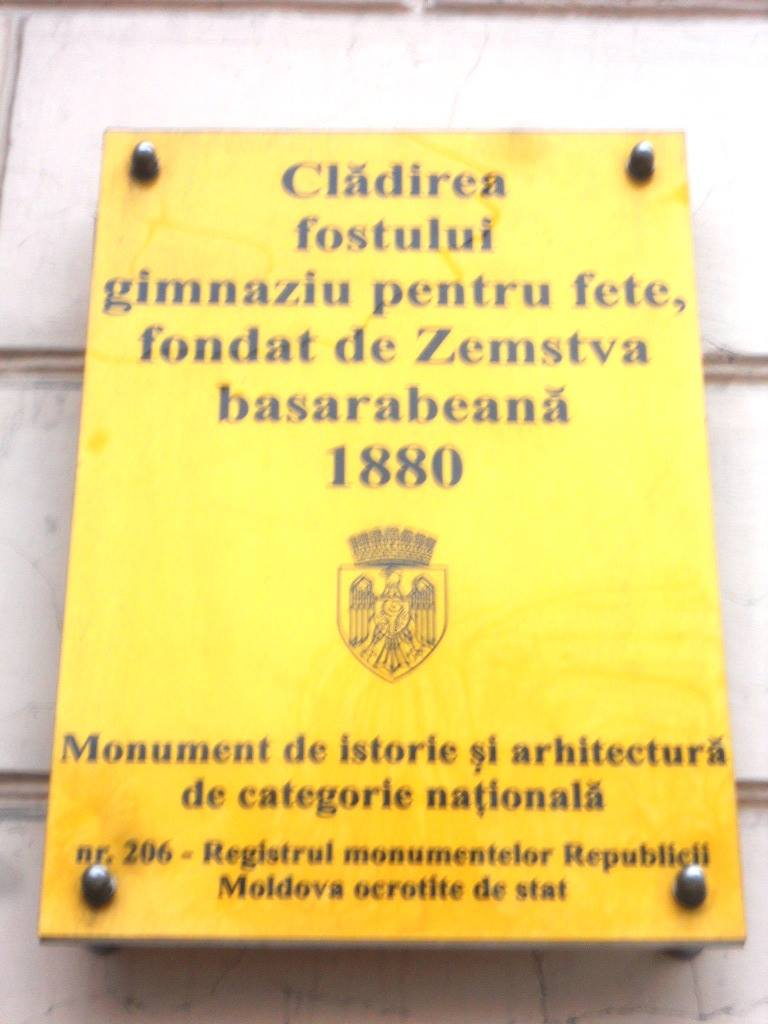
Panou informativ